# Buddleja crotonoides
Buddleja crotonoides är en flenörtsväxtart. Buddleja crotonoides ingår i släktet buddlejor, och familjen flenörtsväxter.

## Underarter
Arten delas in i följande underarter:
- B. c. amplexicaulis
- B. c. crotonoides